# کاساس د میرابته
کاساس د میرابته (به اسپانیایی: Casas de Miravete) یک منطقهٔ مسکونی در اسپانیا است که در استان کاسرس واقع شده‌است. کاساس د میرابته ۵۰ کیلومتر مربع مساحت دارد.